# Santuari de Lluc

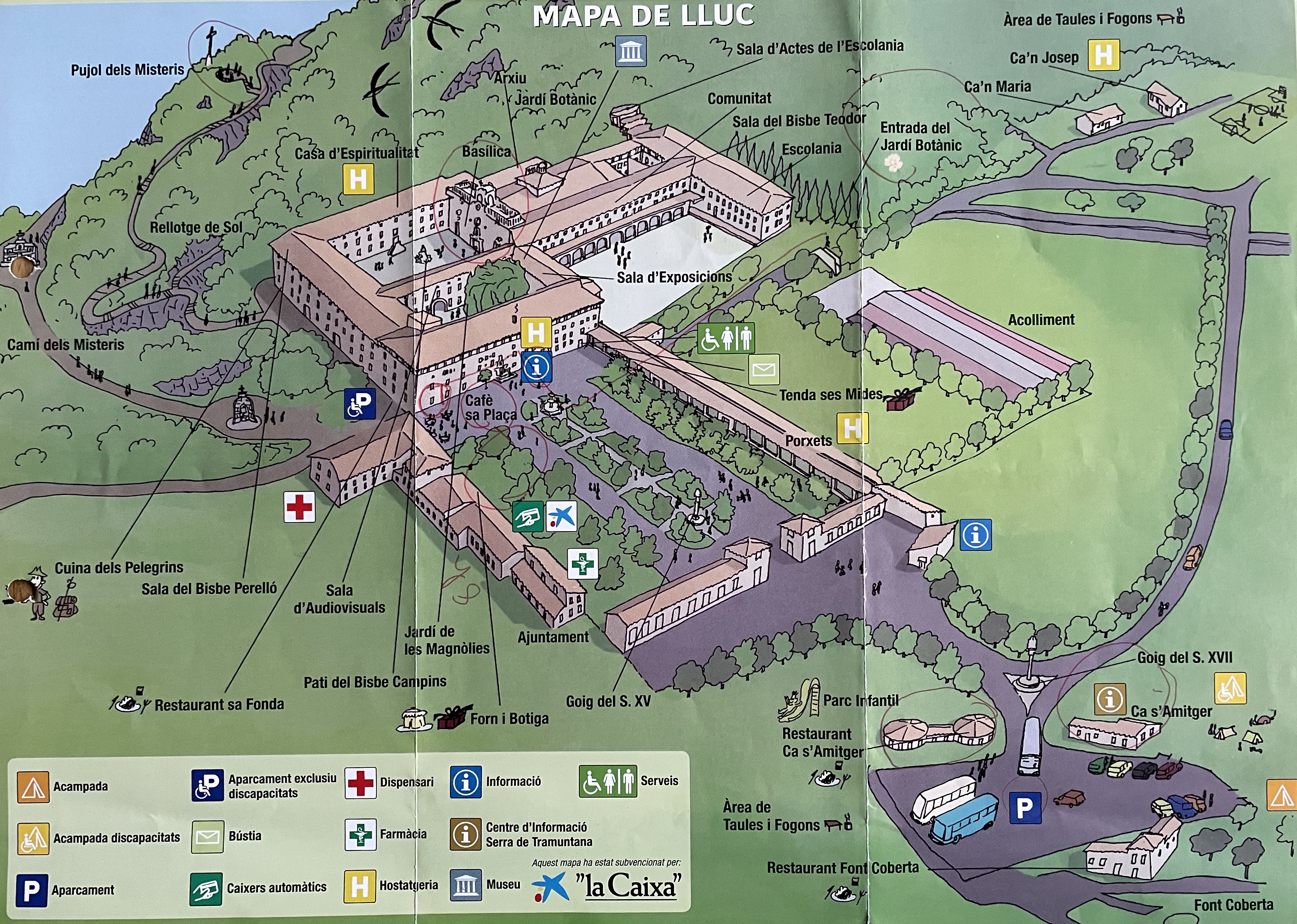
Lageplan des Santuari

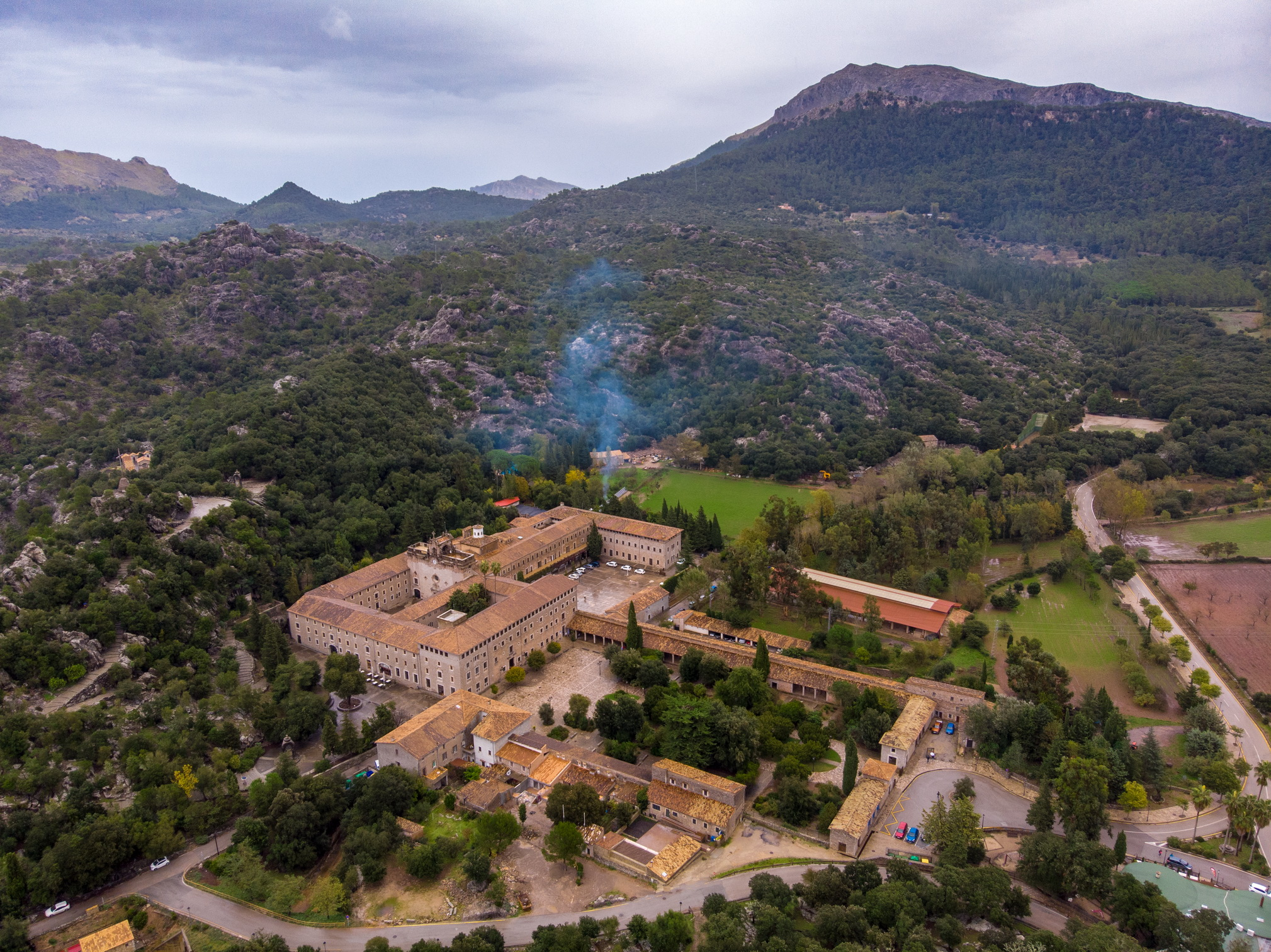
Gesamtansicht

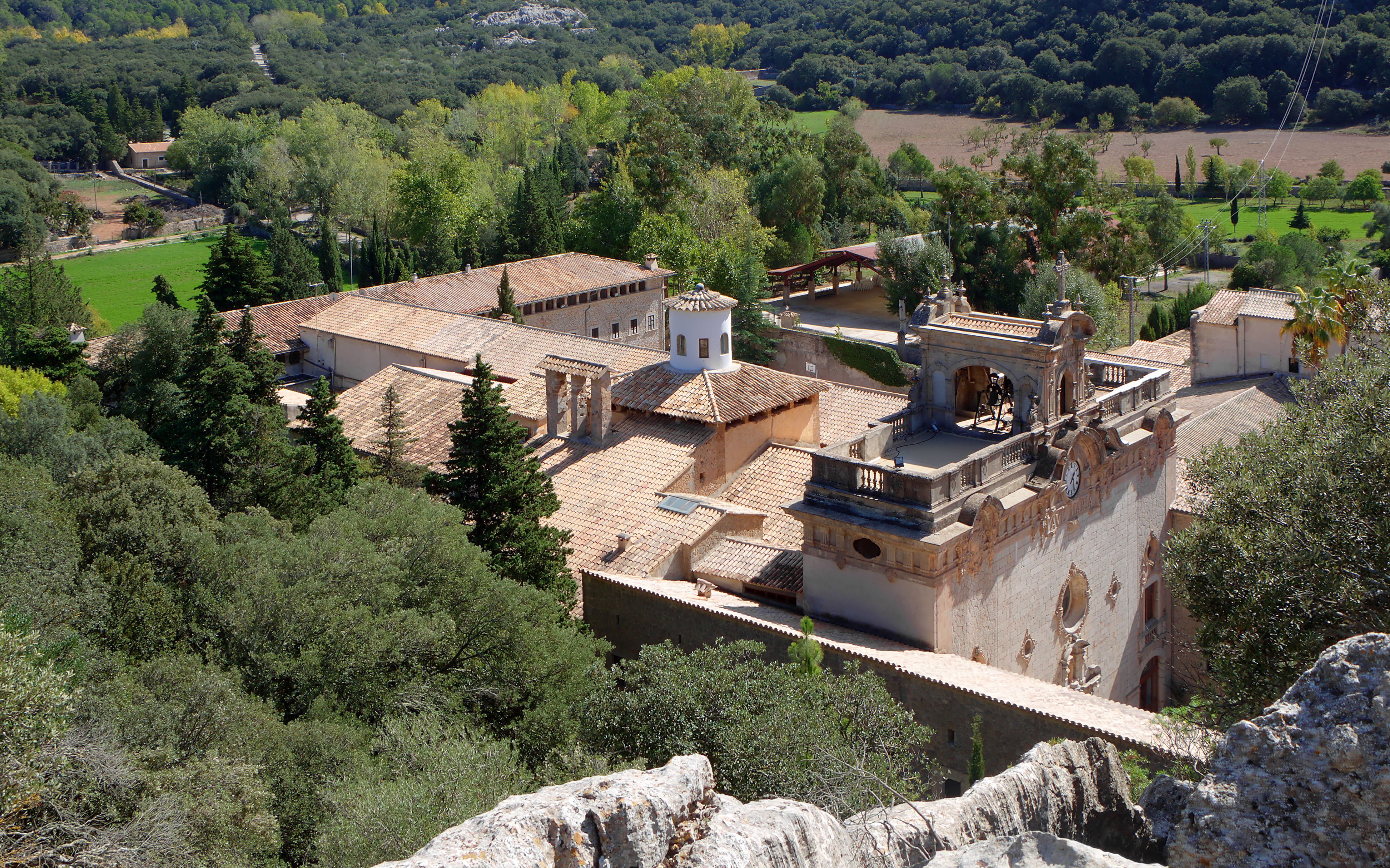
Aussicht vom Kalvarienberg

Das Santuari de Santa Maria de Lluc (kastilisch Santuario de Santa María de Lluch), so der vollständige Name, ist ein Wallfahrtsort im Gebirge der Serra de Tramuntana im Nordwesten der spanischen Baleareninsel Mallorca und gilt als spirituelles Zentrum der Insel. Das Wort Santuari bedeutet „Heiligtum“. Es ist zu unterscheiden von Monestir für „Kloster“, so wird das Santuari de Lluc durch Patres verwaltet und nicht von Mönchen bewohnt. Im Jahr 2011 lebten in der Siedlung Lluc, dem Santuari nebst Nebengebäuden, 41 Einwohner.
Im Santuari de Lluc wird die Schutzheilige Mallorcas Mare de Déu de Lluc, die „Gottesmutter von Lluc“, in Form einer Schwarzen Madonnenstatue verehrt, die von den Einheimischen sa Morenita, „die Dunkelhäutige“, genannt wird. Der heilige Ort zählt pro Jahr fast eine Million Besucher, er ist Ziel zahlreicher Pilger. Seit 1974 ist er Endpunkt des alljährlich am ersten Samstag im August stattfindenden „Marxa des Güell a Lluc a peu“, einem gemeinsamen Marsch tausender meist junger Menschen von der Inselhauptstadt Palma nach Lluc.
Nordöstlich der Hauptgebäude des Santuari befindet sich der Botanische Garten Lluc (Jardí botànic de Lluc).
Das Heiligtum von Lluc liegt am mallorquinischen Fernwanderweg GR 221.

## Lage
Das Santuari de Lluc befindet sich 34 Kilometer nordöstlich von Palma (48 Straßenkilometer) auf 525 Metern Höhe über dem Meeresspiegel in einem Talkessel des Tramuntana-Gebirges in der Gemeinde Escorca (39° 49′ N, 2° 53′ O). Es ist von über 1000 Meter hohen Bergen umgeben, so dem südwestlich von Lluc gelegenen Puig de Massanella (1364,9 Meter), dem Puig Tomir (1103,6 Meter) im Nordosten und dem Puig Roig (1003,1 Meter) im Nordwesten. Die Gebäude des Santuari stehen an einem Sturzbach, dem Torrent de Lluc oder auch Torrent d’Albarca. Er entspringt unweit des Heiligtums am 771 Meter hohen Puig Ferrer östlich von Lluc. Westlich des Santuari vereinigt sich der Bachlauf mit dem Torrent des Gorg Blau zum Torrent de Pareis, der an der Meeresbucht Cala de Sa Calobra ins Mittelmeer mündet.

## Legende

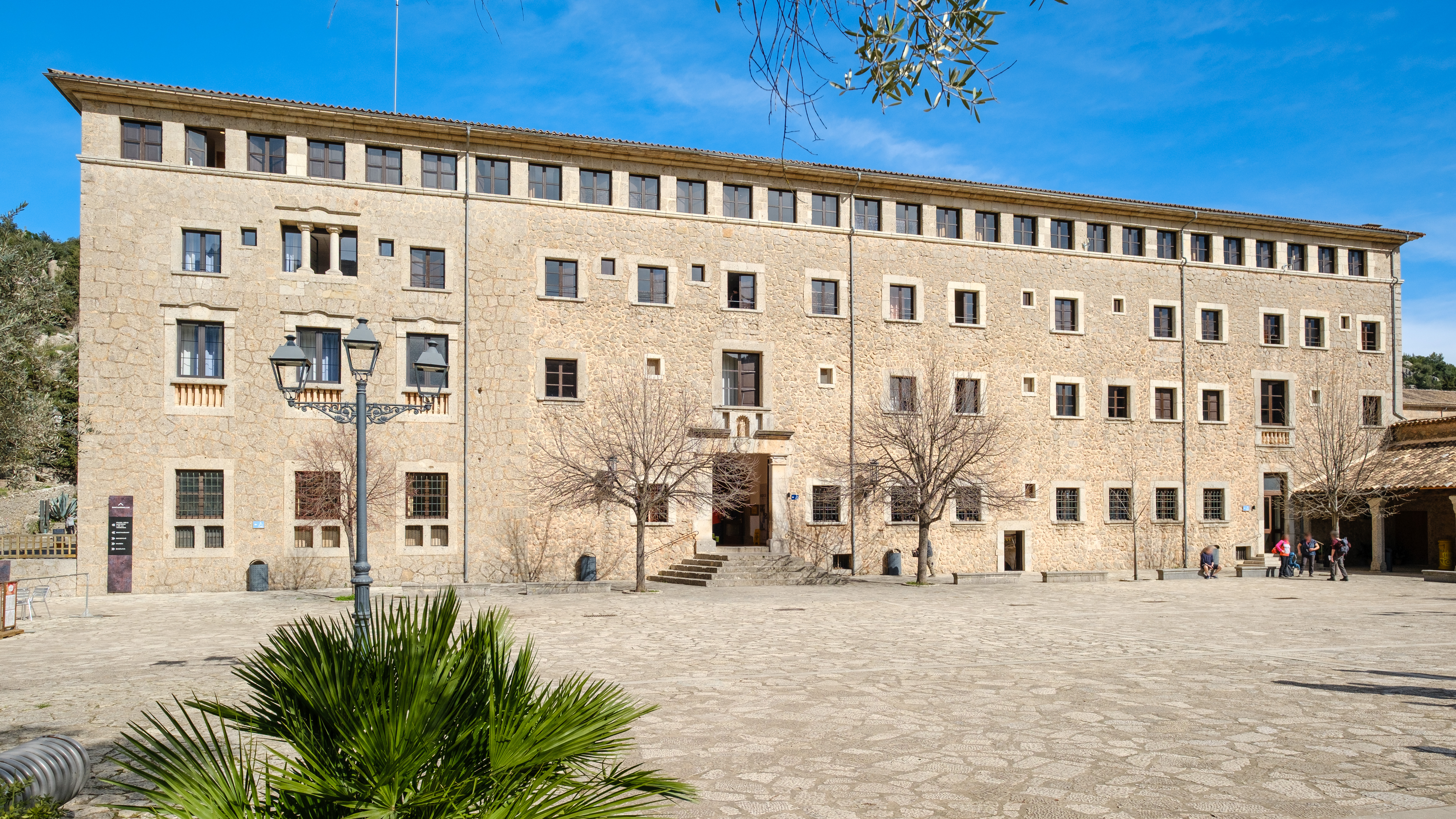
Hauptgebäude

Die Gründungslegende von Lluc erzählt von einem maurischen Hirtenjungen namens Lluc (katalanisch für „Lukas“), dessen Eltern zum Christentum konvertiert waren. Dieser soll kurz nach der christlichen Rückeroberung Mallorcas im Jahr 1229 an einem Samstagnachmittag zwischen den Felsen am Ufer des Baches hinter der heutigen Sakristei des Santuari de Lluc die dort verehrte dunkle Marienstatue der Mare de Déu de Lluc („Gottesmutter von Lluc“) gefunden haben. Die Figur wurde noch am selben Tag in die Pfarrkirche von Escorca, die Kapelle Sant Pere d’Escorca, gebracht.
Als die Bewohner der Region am nächsten Morgen zusammenkamen, um die Madonnenstatue zu verehren, war sie jedoch verschwunden. Man entdeckte sie an der Stelle ihres ursprünglichen Fundortes am Bachufer und brachte sie erneut zur Kapelle von Escorca. Am nächsten Tag wiederholte sich der Vorfall, worauf sich der Pfarrer von Escorca entschloss, dem Standbild der Gottesmutter Maria an besagtem Fundort eine kleine Kapelle zu errichten, das Santuari de Santa Maria de Lluc, um den Menschen die Möglichkeit zu geben, die Mare de Déu de Lluc hier zu verehren.

## Geschichte und Architektur

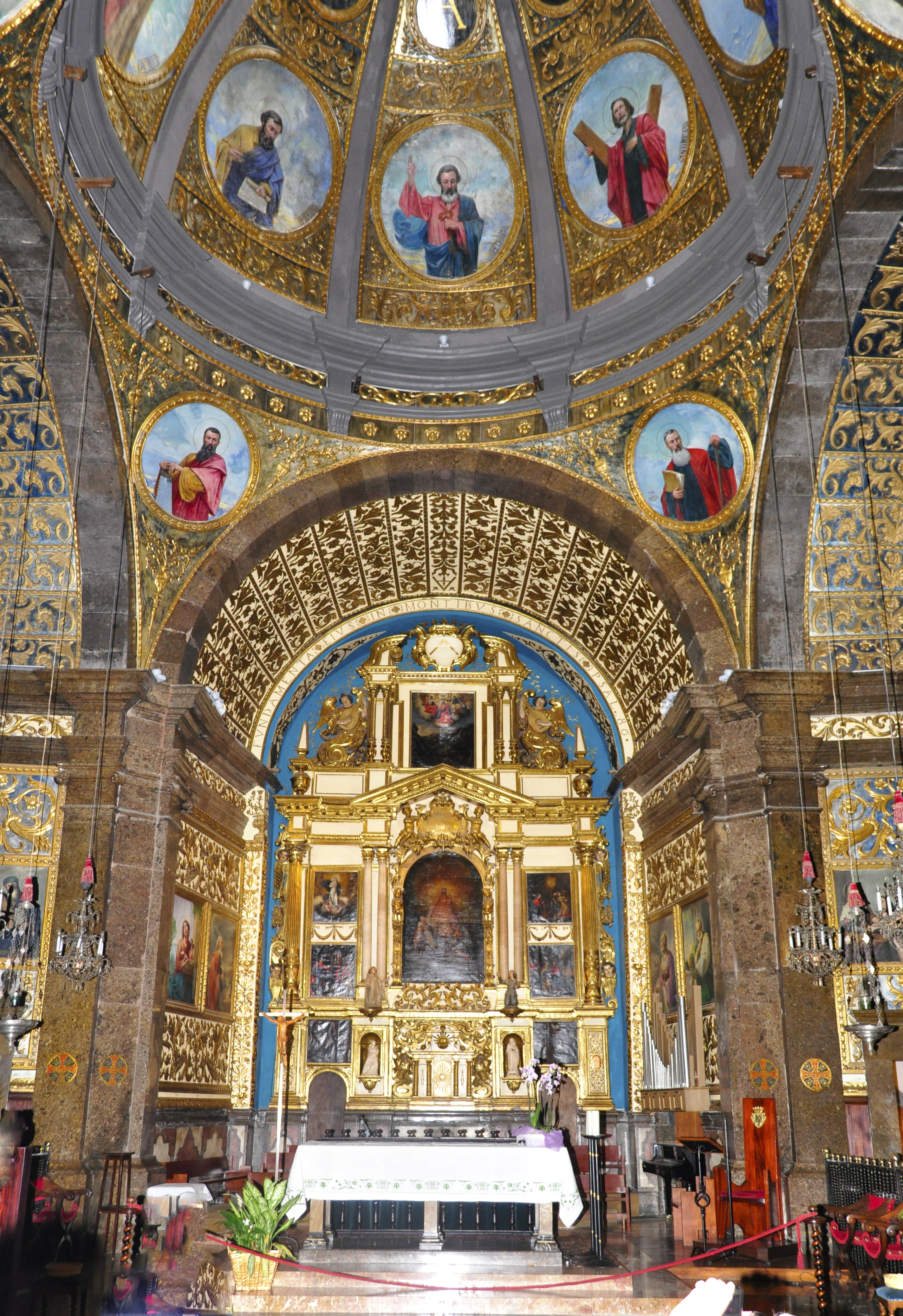
Der Hochaltar

Es wird vermutet, dass schon in vorgeschichtlicher Zeit an der Stelle des Santuari de Lluc ein Heiligtum bestand. So wird der Name Lluc durch einige Historiker vom lateinischen Wort lucus für „(heiliger) Hain“ abgeleitet. In der näheren Umgebung des Santuari befinden sich Grabhöhlen aus der Zeit des Talaiotikum, einer Epoche vor der Eingliederung Mallorcas in das Römische Reich 123 v. Chr. Die Grabhöhlen bei Lluc, wie die Cometa des Morts, aus der Fundstücke im Museum des Santuaris zu besichtigen sind, werden auf das 4. Jahrhundert v. Chr. datiert. In der Epoche der muslimischen Herrschaft über Mallorca (902–1229) soll der Ort Al-Luc genannt worden sein, schriftliche Quellen aus der Zeit der katalanischen Eroberung der Insel im 13. Jahrhundert bezeichneten ihn als Luc.

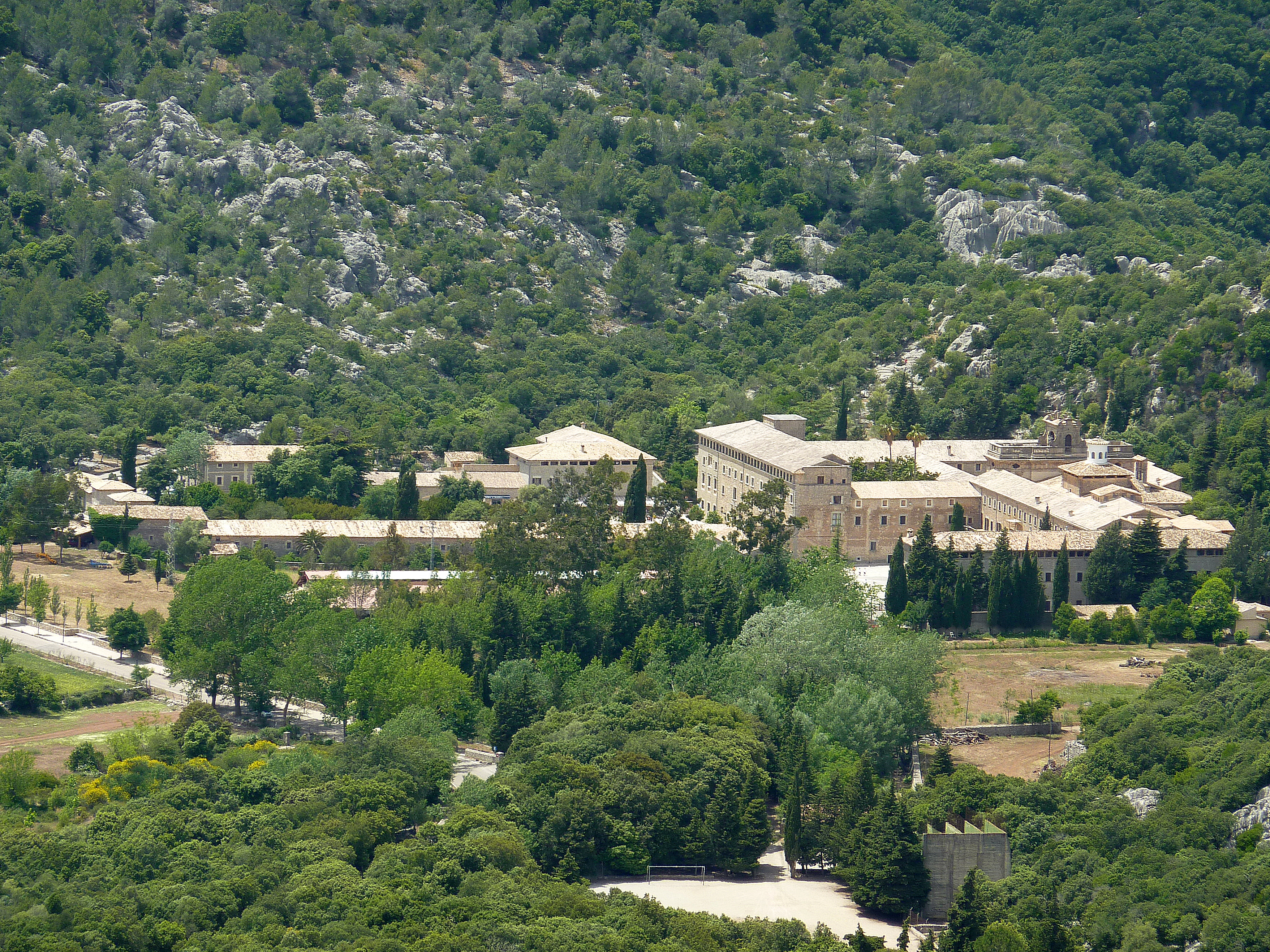
Hochtal von Lluc

Die erste Kapelle des Santuari de Lluc entstand im Jahr 1230, ein Jahr nach der Eroberung der Insel durch Jaume I., König von Aragón. Im Jahr 1260 ließ sie der König zur Augustiner-Einsiedelei Mare de Déu de Lluc erweitern. Eines der ersten Dokumente, das die alte Kapelle der Santa Maria de Lluc erwähnt, ist das Testament des Ritters Valentí de Ses Torres vom 31. Oktober 1268. In einem weiteren Dokument von 1273 wird die bereits damals große Zahl von Pilgern belegt, die trotz des zu dieser Zeit gefährlichen Weges den Schrein der Gottesmutter von Lluc besuchten. Ende des 14. Jahrhunderts wurden der Weg von Inca nach Lluc ausgebaut und sieben steinerne Denkmäler der Jungfrau Maria errichtet. Die Stelen, von denen heute nur noch zwei erhalten sind, eine davon im Museum der Wallfahrtskirche von Lluc, wurden durch Llorenç Tosquella geschaffen und von Pere Merçol bemalt.
Die immer größere Popularität des Kults um die Heilige Maria von Lluc verlangte im 15. Jahrhundert nach rechtlichen Änderungen in der Verwaltung der Wallfahrtskirche, die seither von einem Priesterkollegium geführt wird. Nachdem sich der mallorquinische Adlige Tomàs de Tomàs für den Bau eines Priesterseminars in Lluc eingesetzt hatte, wandelte Papst Kalixt III. die Església de Lluc 1456 in eine Stiftskirche um. Während des Priorats von Monsignore Gabriel Vaquer in Lluc erließ man im Jahr 1526 Satzungen, die durch Papst Clemens VII. in der Bulle Pastoralis officii von 1531 bestätigte wurden. Die wichtigste Satzung bestand in der Verpflichtung zur Feier morgendlicher Messen zu Ehren der Jungfrau Maria, gesungen von einem Chor sechs junger Knaben. Die Ursprünge dieses Chores wurzeln im 13. Jahrhundert, die eigentliche Gründung wird um 1450 datiert. Wegen der blauen Farbe ihrer Talare tragen die Chorknaben bis heute den Namen els Blauets, „die Blauen“.

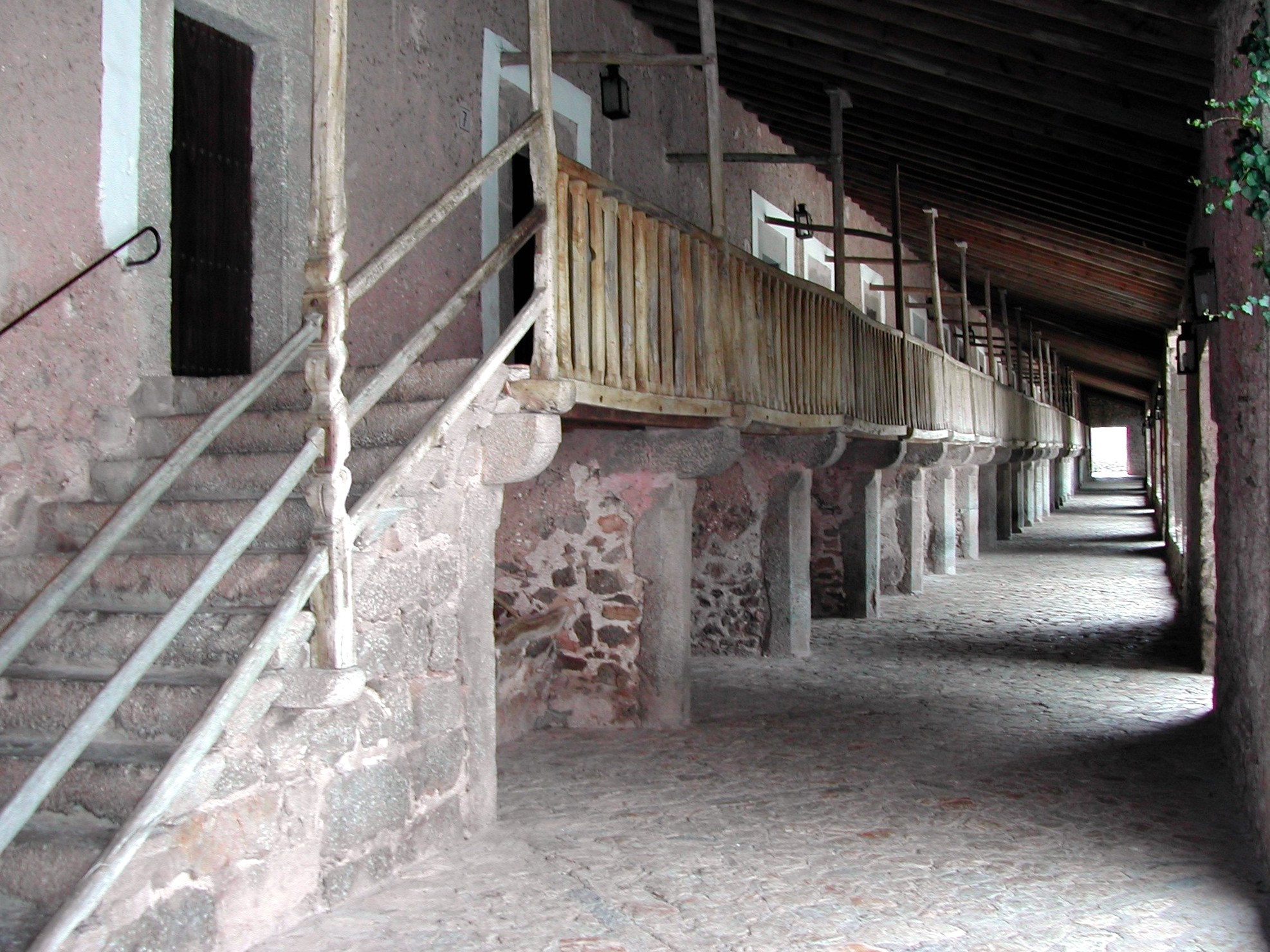
Laubengang-Haus (Porxet)

Noch im Mittelalter verschwand die ursprüngliche, nach der Legende im 13. Jahrhundert aufgefundene Statue der Mare de Déu de Lluc. Das heute in Lluc verehrte Standbild der Schwarzen Madonna in flämisch-spätgotischem Stil stammt von 1520 und wurde durch Joan Amer, einem mallorquinischen Händler und „Protector“ (Beschützer und Förderer) des Santuari, in Belgien erworben, um es der Kirche von Lluc zu schenken. Ebenfalls im 16. Jahrhundert wurden für die Pilger und ihre Pferde 1586 die im Volksmund „Porxets“, „Laubengang-Häuser“, genannten Gebäude des Santuari de Lluc errichtet. Drei Jahre später entstand 1589 der sternförmige Renaissance-Springbrunnen vor dem Eingang des Hauptgebäudes auf der Plaça dels Pelegrins, dem „Pilgerplatz“, als Tränke für die Tiere. Die andere Seite des Platzes nahe den Torhäusern wird durch eine der gotischen Stelen beherrscht, die einst am Weg nach Inca standen.

### Einflüsse aus Renaissance und Barock
Der heutige Kirchenbau der Església de Lluc im Stil der Renaissance wurde im Jahr 1622 begonnen und mit der Fertigstellung der Fassade 1691 vollendet. Der Hochaltar der Wallfahrtskirche von Lluc wurde 1684 eingeweiht. Die Altarwand, bemalt von Mestre Jaume Blanquer, stammt hingegen schon von 1629. Das Altargemälde stellt die Mare de Déu de Lluc dar, deren Statue in der zentralen Nische einer der Seitenkapellen hinter dem Hauptaltar aufgestellt ist.
Im Jahr 1707 erhielt die Kirche von König Karl III., Erzherzog von Österreich, den Titel „Königliche Kapelle“ verliehen. Die Herberge von Lluc entstand im frühen 19. Jahrhundert. Am 10. August 1884 wurde der Marienstatue die Ehre zuteil, im Namen von Papst Leo XIII. durch den Bischof von Mallorca, Jaume Mateu, gekrönt zu werden. Der Zeremonie wohnten etwa 12.000 Pilger bei. Neben der Krone wurde die ursprünglich schlichte Figur mit Edelsteinen versehen und dem Jesuskind im Arm der Madonna ein Buch in die Hand beigegeben.

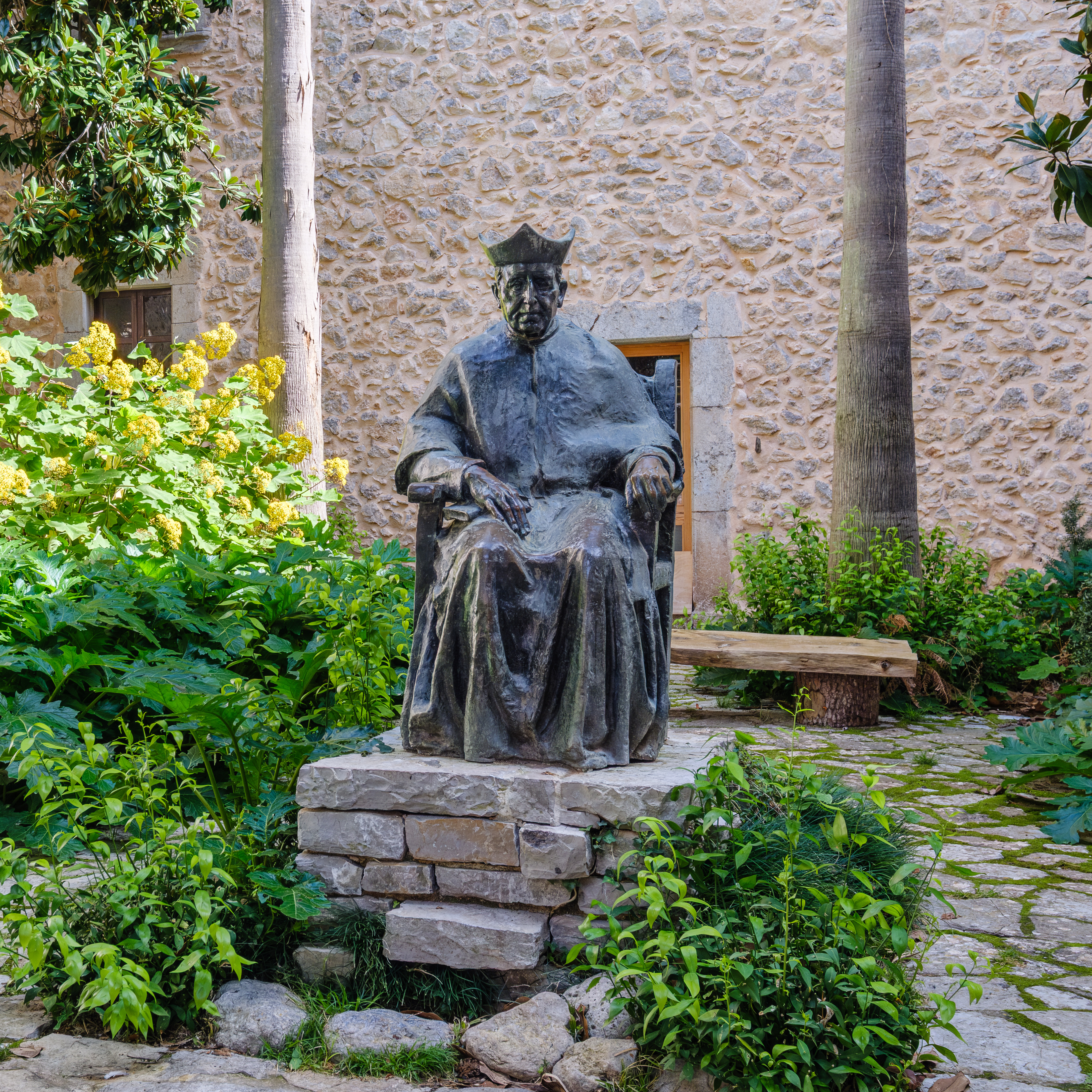
Pater Joaquim Rosselló i Ferrá

Seit 1891 wird das Santuari durch den Orden der Missionare vom Heiligsten Herzen Jesu (Missioners dels Sagrats Cors) verwaltet. Die Übergabe des Priorats von Lluc an den Gründer des mallorquinischen Ordenszweiges, Pater Joaquim Rosselló i Ferrá, durch Bischof Jacint Maria Cervera wurde durch den ihm nachfolgenden Bischof Pere-Joan Campins mit Zustimmung des Heiligen Stuhls 1910 endgültig bestätigt. Ein Denkmal im Jardín de la Magnolia, dem „Magnoliengarten“, erinnert an den ersten Prior des Missionarsordens im Heiligtum von Lluc, Joaquim Rosselló. Angeregt durch den Architekten Antoni Gaudí wurden von Joan Rubió i Bellver und Guillem Reinés 1909 fünf Skulpturengruppen entworfen, die die fünfzehn Mysterien des Rosenkranzes darstellen und bis 1913 fertiggestellt den Camí dels Misteris, den Mysterienweg, zur Anhöhe des Pujol de la Trobada schmücken. Die einbezogenen Bronze-Reliefs stammen von dem Bildhauer Josep Llimona i Bruguera.

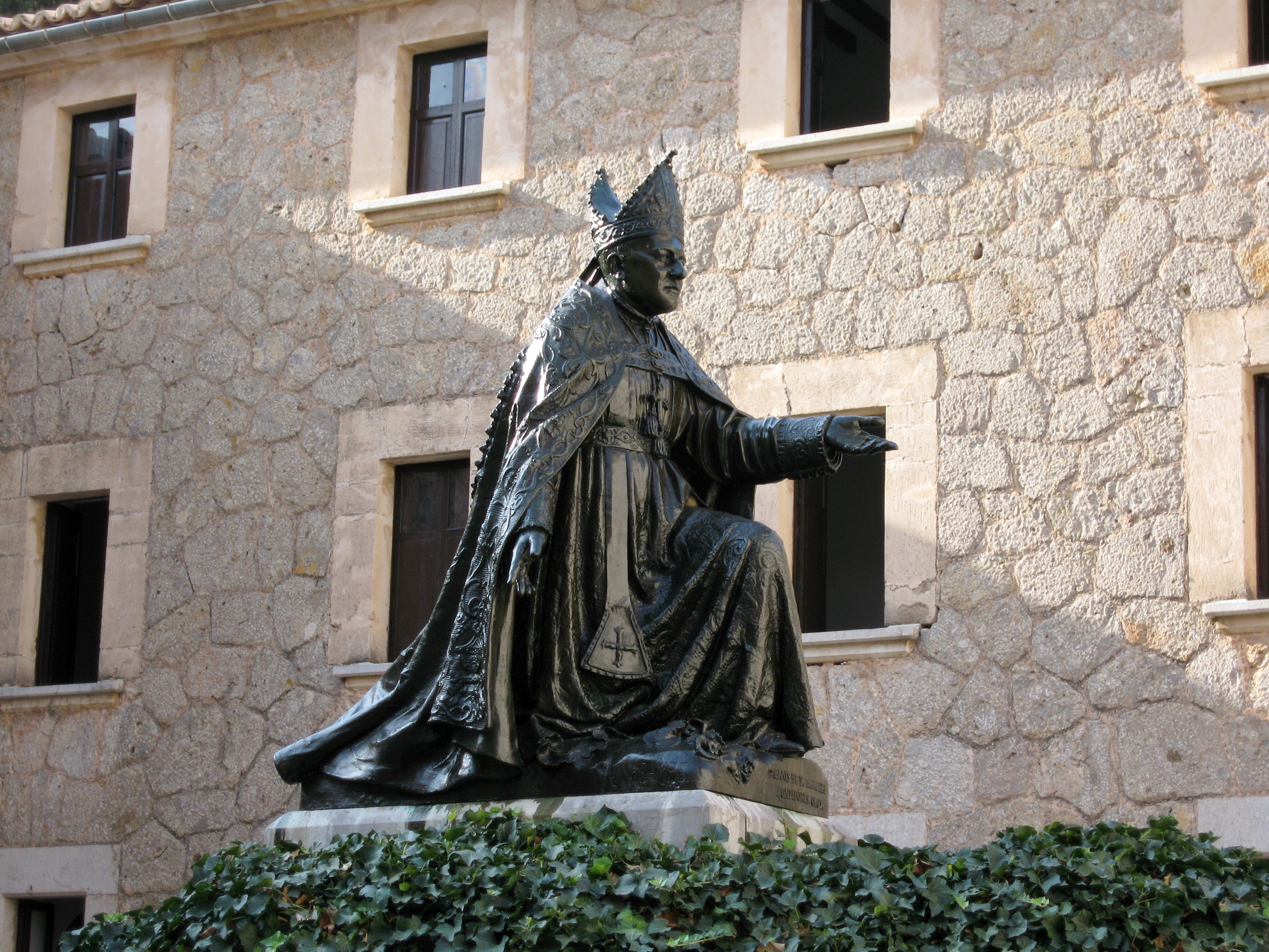
Bischof Pere-Joan Campins

Das Innere der Església de Lluc wurde Anfang des 20. Jahrhunderts, ebenfalls nach Anregungen von Antoni Gaudí, im Stil des Neobarock ausgebaut, wobei man sich bei der Gestaltung des Kirchenraums an den vorhandenen Altarraum (Chor oder auch Presbyterium) anlehnte. Nach Abschluss der Arbeiten weihte Bischof Pere-Joan Campins die Kirche am 17. Juli 1914 neu ein. Dem Bischof, einem Förderer des Santuari de Lluc, wurde 1920 vor dem Hauptportal der Wallfahrtskirche ein Denkmal gesetzt. Im Jahr 1925 erneuerte man die Fassade der Kirche, mit Ausnahme des Portals aus dem 17. Jahrhundert. Schließlich wurde der Wallfahrtskirche von Lluc am 30. Juni 1962 durch Papst Johannes XXIII. mit der Bulle Gloria et praesidium der Ehrentitel einer Basilica minor verliehen.

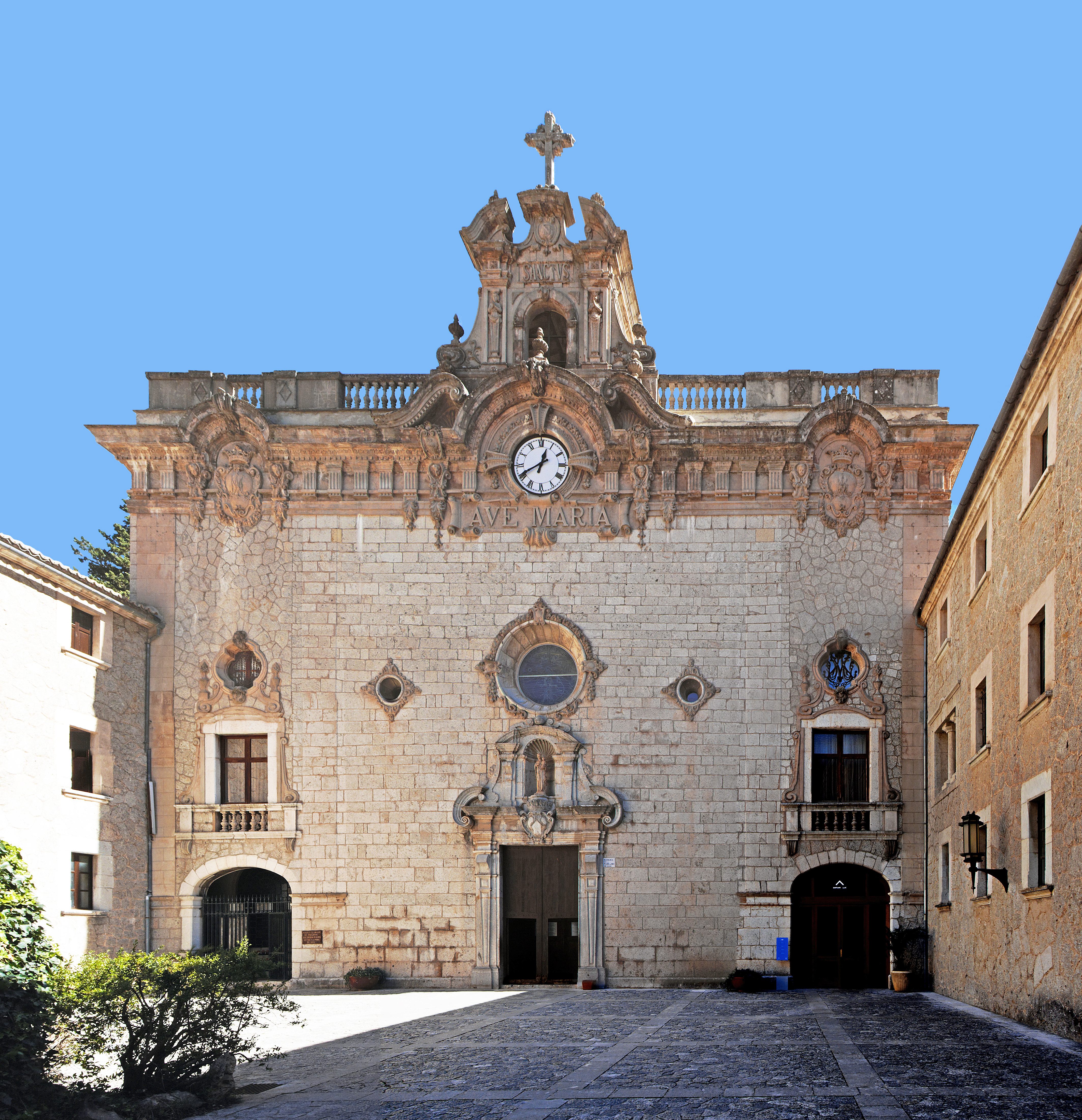
Wallfahrtskirche (Basilica)

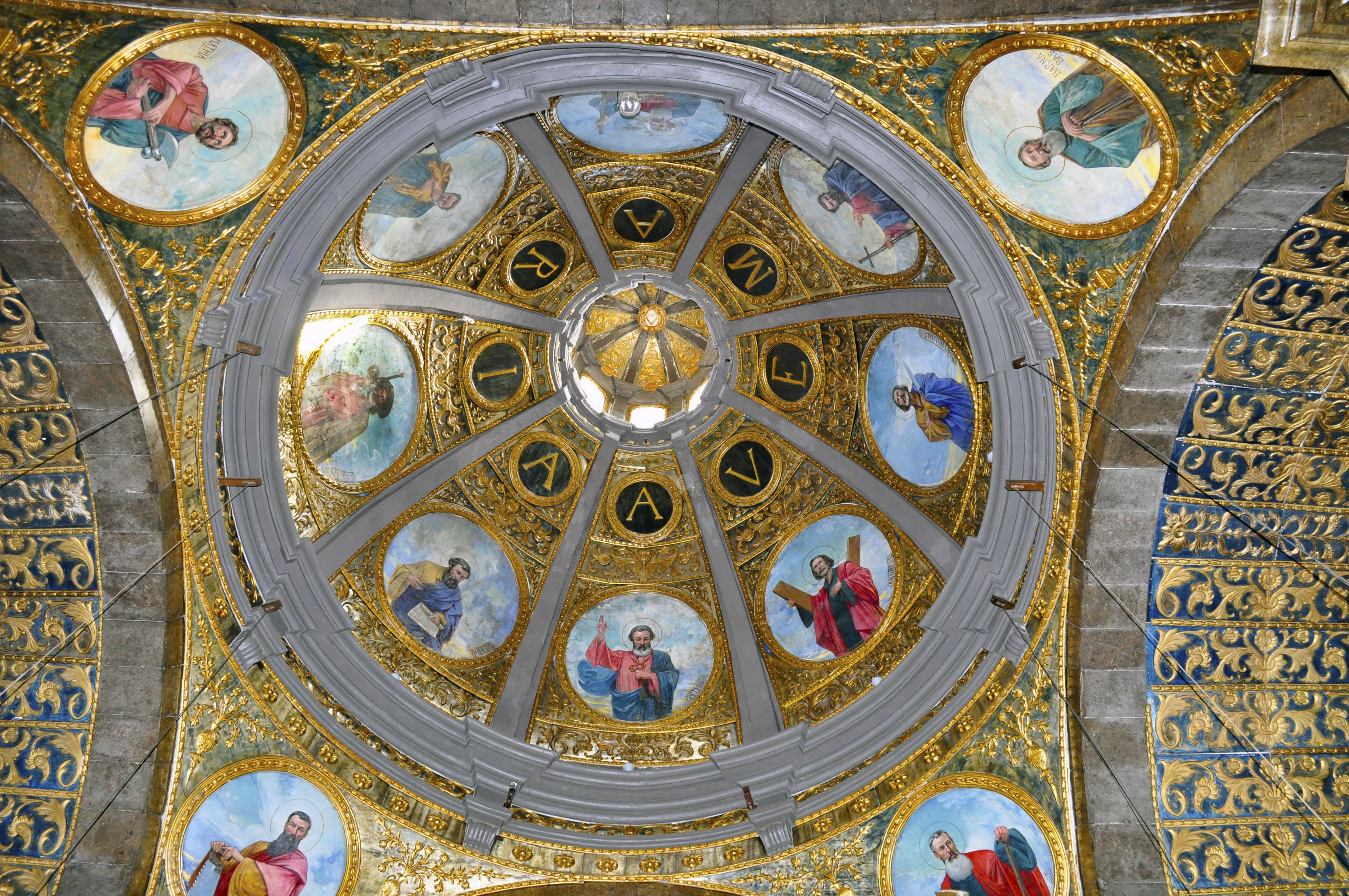
Kirchenkuppel

Das Hauptgebäude des Santuari besteht aus mehreren Flügeln, in denen ein Gymnasium mit Internat, ein Museum, eine Herberge, die Gemeindeverwaltung von Escorca sowie die Wallfahrtskirche untergebracht sind. Der Renaissance-Bau der 1691 vollendeten Kirche von Lluc, der Església de Lluc, trägt seit 1962 den Ehrentitel Basilica de Lluc. Vom Kirchentyp eine Kreuzbasilika, hat ihr Grundriss die Form eines lateinischen Kreuzes. Sie besitzt ein zentrales Kirchenschiff mit einem Tonnengewölbe und je drei Kapellen an den beiden Seiten. Das Zentrum des Kreuzes beherrscht eine reich verzierte und mit den Gemälden der zwölf Apostel geschmückte Kuppel mit aufgesetzter Laterne, in die Tageslicht eindringen kann. Als weitere Lichtquelle dient die Rosette über dem Hauptportal der Kirche, die innen beidseitig durch Orgelpfeifen eingefasst ist.
Die Bögen und Gesimse des Gebäudes sind aus Stein gefertigt, der in der Nähe des Santuaris gewonnen wurde. Das Langhaus der Kirche weist eine Länge von 28,28 Meter auf und ist 6,70 Meter breit. Am Querschiff beträgt die Breite der Kirche 13,45 Meter. Der Innenraum nebst Chor ist mit goldener Ornamentik im Stil des Barock ausgestattet. Linksseitig an den Wänden des Querschiffs befinden sich Gemälde des Heiligen Franziskus und des Heiligen Sebastian. Ihnen gegenüber an der rechten Seite hängen die Bildnisse der Heiligen Catalina Tomàs und der Heiligen Teresa de Jesús. Im Zentrum des reich mit Gold verzierten Hochaltars steht das von Mestre Jaume Blanquer stammende Gemälde der Gottesmutter von Lluc. Über dem Altar steht bogenartig ein Spruch aus dem Buch der Psalmen: lateinisch FVNDAMENTA EIVS IN MONTIBVS SANCTIS – „Ihre Fundamente liegen auf den heiligen Hügeln“ (Ps 87,1 ).

### Schwarze Madonna

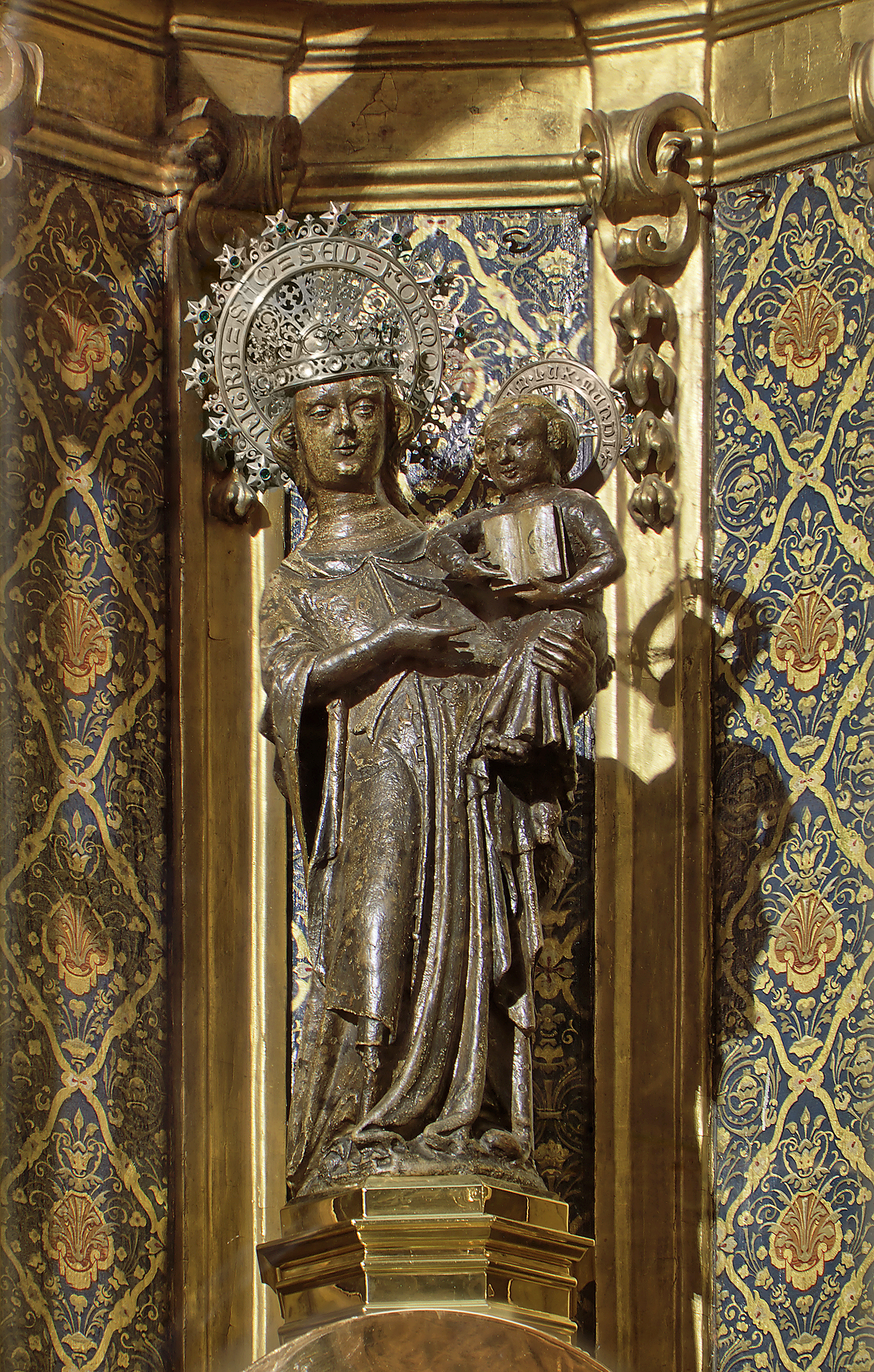
Mare de Déu de Lluc

In einer der hinteren Seitenkapellen der Wallfahrtskirche befindet sich die Statue der Mare de Déu de Lluc. Die Schwarze Madonna steht erhöht auf einem Podest in einer verzierten Nische hinter dem Hauptaltar der Kirche. Sie ist umgeben von einem kleinen Altar, der innerhalb eines Rundbogens der Trennwand zum Langhaus, dem Hauptkirchenraum, eingelassen ist. Die Kapelle bietet Platz für die Gebete der Pilger. Die gotische Statue der Gottesmutter Maria aus dunklem Stein hält das Jesuskind im linken Arm und weist mit ihrer rechten Hand auf die Kindesfigur. Dem Kind ist die Nachbildung eines geöffneten Buches in seine Arme gelegt, auf dessen nach vorn gerichteten Seiten die großen Buchstaben „A“ und „Ω“ für „Alpha“ und „Omega“, die Symbole für Jesus Christus als dem Ersten und Letzten, eingraviert sind. Alpha und Omega sind der jeweils erste und letzte Buchstabe des griechischen Alphabets.

### Museum und Botanischer Garten
1954 wurde das Museum des Santuari de Lluc eröffnet. Im Jahr 1956 begann man mit der Anlage eines Botanischen Gartens neben den Gebäuden des Heiligtums. Initiator war der 1930 in Esporles geborene Bruder der Missioners dels Sagrats Cors Macià Ripoll, unterstützt von einigen ehemaligen Mitgliedern des Chores der Blauets. In der etwas verwilderten Gartenanlage kann u. a. der Stechende Mäusedorn (Ruscus aculeatus) entdeckt werden. In botanischer Hinsicht ist auch der Pilgerhof interessant, dort stehen Zwergpalme (Chamaerops humilis), Lorbeerblättriger Schneeball (Viburnum tinus) und Amerikanische Kermesbeere (Phytllacca americana).
Weiterführende Informationen zur Geschichte des Santuari de Santa Maria de Lluc sind im Arxiu del Col·legi de Lluc (ACL), dem historischen Archiv, zu erfahren, das der Internatsschule Col·legi de Lluc angeschlossen ist. Hier sind mehr als 500 Schriftrollen und etwa 5000 Arbeiten zur Historie des Ortes verwahrt. Das älteste Dokument stammt aus dem Jahr 1244.

### Sonnenuhr
Etwas oberhalb der westlichen Außenwand des Hauptgebäudes des Santuari de Lluc ist an einer Felsplatte eine künstlerische Mehrfach-Sonnenuhr angebracht, die auf einer dreiteiligen vertikalen Platte mit den Maßen 3,20 × 1,80 Meter fünf Zifferblätter darstellt. Neben drei normalen Sonnenuhren für die wahre Orts- oder Sonnenzeit auf der mittleren Tafel und die Mitteleuropäische Zeit beziehungsweise die Mitteleuropäische Sommerzeit auf der rechten Seite der Platte befinden sich links unten eine Sonnenuhr zur Darstellung der babylonischen Stunden und darüber eine kanoniale Sonnenuhr mit einer historischen Stundenzählung zur Angabe der Gebetszeiten für Mönche oder Pilger. Die Beschriftung ist in mallorquinischer Sprache verfasst, das Baujahr am unteren Rand der mittleren Tafel als ANY MCMXCI – „Jahr 1991“ genannt. Die Mehrfach-Sonnenuhr wurde durch Professor Rafael Soler Gayá aus Palma konstruiert und in einer Werkstatt in Santanyí im Südosten Mallorcas auf Tafeln aus Kunstsandstein graviert.

## Chor und Internat
Das Santuari de Lluc ist neben seiner Funktion als Wallfahrtsort auch durch seinen Knabenchor „els Blauets“ bekannt, der überregionale Berühmtheit erlangt hat und dort regelmäßig auftritt. Er setzt sich aus Schülern der Internatsschule Col·legi de Lluc zusammen, dem Gymnasium oder Kollegium des Santuari, dem auch ein historisches Archiv angeschlossen ist. Seit 2006 dürfen auch Mädchen das Internat besuchen und im Chor mitsingen. Das Museum des Santuari de Lluc im ersten Geschoss des Hauptgebäudes beherbergt neben dem aus Schenkungen stammenden Schatz der Mare de Déu eine Sammlung von Fundstücken aus der Epoche des Talaiotikums, liturgische Gegenstände, religiöse und andere mallorquinische Gewänder und Kleidungsstücke, Keramiken, mittelalterliche und moderne religiöse Bildnisse sowie Gemälde aus dem 18. und 19. Jahrhundert. Erwähnenswert ist eine Schenkung eigener Werke des 1912 geborenen und seit 1940 in Valldemossa wohnhaften Malers Josep Coll i Bardolet an das Museum aus dessen persönlichen Sammlung. Zur Ansiedlung von Lluc gehören auch diverse touristische Einrichtungen. So wurden in den ehemaligen Herbergszellen für Pilger, den cel·les, 129 Gästezimmer und Apartments der heutigen Hostatgeria eingerichtet.

## Touristische Bedeutung

### Ausflugsziel
Lluc ist nicht nur ein Pilgerziel, die Lage in den Bergen und eine gute Infrastruktur machen den Ort zugleich zu einem Ausflugsziel. Besonders an Wochenenden und Feiertagen sind die gastronomischen Einrichtungen sowie Waldrastplätze in der näheren Umgebung viel besucht. Vor dem Eingang zum Santuari gibt es einen gebührenpflichtigen Großparkplatz. Lluc ist auch mit Linienbussen erreichbar. Gegenüber der Bushaltestelle informiert das Besucherzentrum Ca s’Amitger über die Serra de Tramuntana.
Vom westlichen Seiteneingang des Heiligtums kann auf dem gepflasterten Camí des Misteris zum Puig des Misteris (521 m) aufgestiegen werden, von dem man auf die Dächer des Heiligtums hinabschauen kann und einen Rundumblick auf die Tausendergipfel des Tramuntanagebirges hat.

### Wandermöglichkeiten

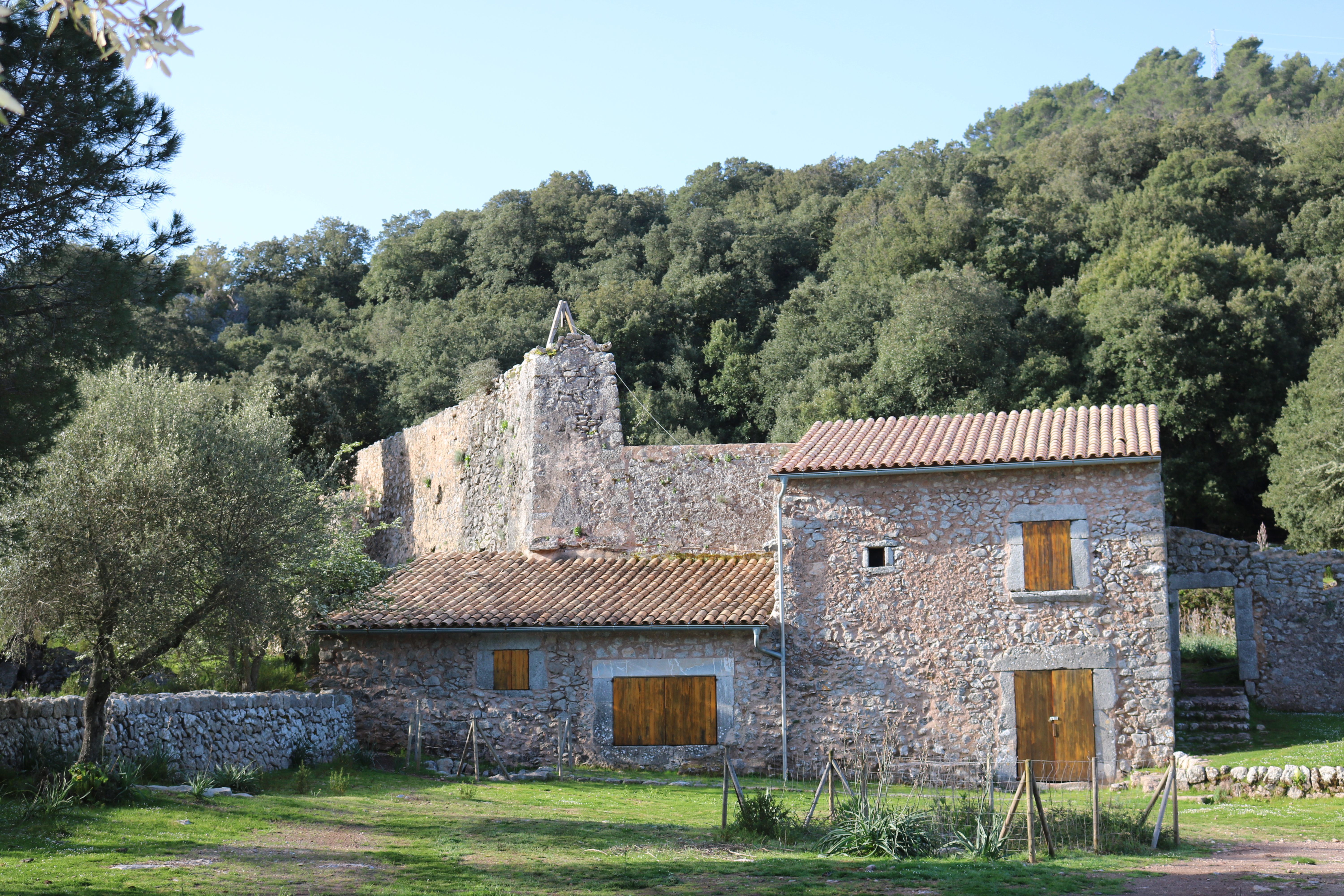
Wassermühle von Lluc

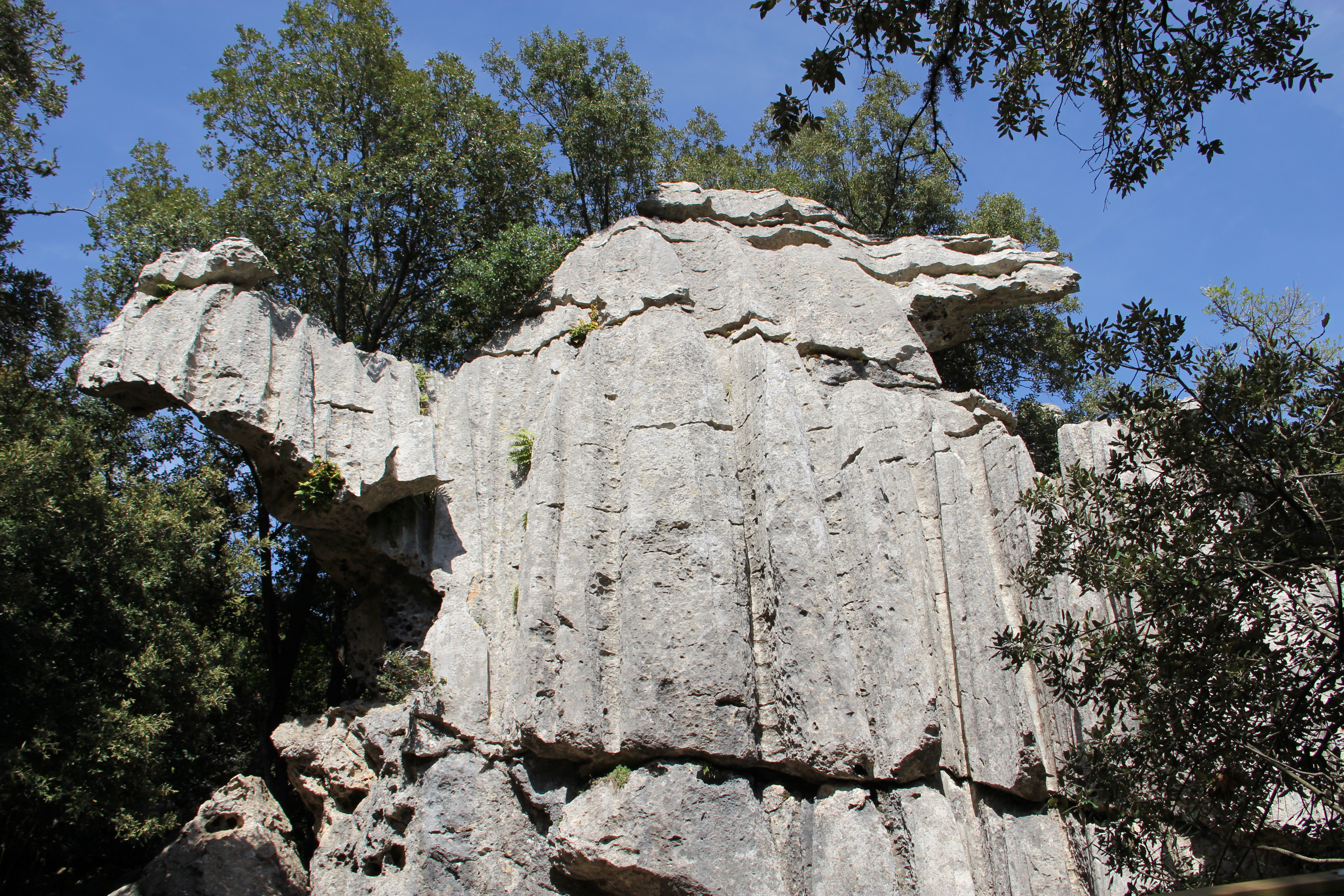
Das Kamel von Lluc

Lluc liegt am Fernwanderweg GR 221, der die als UNESCO-Welterbe ausgezeichnete Serra de Tramuntana der Länge nach durchquert. Mit dem Wanderziel Lluc ist er zugleich ein Pilgerweg. Nächste Etappenziele sind im Südwesten der sechs Stunden entfernte Refugi de Tossals Verds, im Nordosten erreicht man nach gut fünf Stunden den Refugi del Pont Romà in Pollença. Auf dem Weg dorthin wird etwa zehn Minuten nach dem Santuari die alte Wassermühle von Lluc passiert.
Ein im Aufbau befindlicher zweiter Fernwanderweg, der GR 222, soll nach Fertigstellung von Lluc aus bis nach Artà führen. Die Strecke von Lluc nach Caimari (Gehzeit zweieinhalb Stunden) ist bereits ausgeschildert und begehbar, sie verläuft auf einem jüngst restaurierten und fast durchgängig gepflasterten alten Pilgerweg, dem Camí Vell de Lluc (deutsch Alter Weg nach Lluc).
Als Tagestouren machbar sind u. a. die Besteigung von Puig de Massanella und Puig Tomir. Als „Sonntagstour“ ist die Umrundung des Puig Roig bekannt – das Gebiet um den 1003 m hohen Bergrücken ist in Privatbesitz und darf lediglich sonntags durchwandert werden. Eine Attraktion auf dem sechsstündigen Rundweg ist das „steinerne Kamel“ von Lluc. Es steht einen knappen Kilometer nordöstlich vom Santuari und ist auf einem kurzen Abstecher auf felsigem Pfad erreichbar.
Für mehrtägige Aufenthalte bieten sich außer dem Gästehaus (Hostatgeria) in Lluc auch die lediglich 15 Gehminuten entfernte Wanderherberge Refugi de Son Amer an. Nahe der Quelle sa Font Coberta südöstlich der Gebäude des Santuaris befindet sich ein Campingplatz, er wird vornehmlich von Schulklassen in Anspruch genommen.